# بيلي ويلسون (لاعب كرة قدم أمريكية)
بيلي ويلسون (بالإنجليزية: Billy Wilson)‏ هو لاعب كرة قدم أمريكية أمريكي، ولد في 3 فبراير 1927 في ساير في الولايات المتحدة، وتوفي في 27 يناير 2009.

## وصلات خارجية
- بيلي ويلسون على موقع كلية كرة السلة في سبورتس رفرنس.كوم (الإنجليزية)
- بيلي ويلسون على موقع مرجع كرة القدم المحترفة.كوم (الإنجليزية)